# O'Brian Nyateu
O'Brian Nyateu (Burdeos, 7 de noviembre de 1993) es un jugador se balonmano francés que juega de central en el Dunkerque HGL.

## Palmarés

### HBC Nantes
- Trofeo de Campeones: (1): 2017
- Copa de Francia de balonmano (1): 2017
- Copa de la liga francesa de balonmano (1): 2015

## Clubes
- HBC Nantes (2012-2017)
- USAM Nîmes (2017-2022)[2]
- Dunkerque HGL (2022- )[3]